# Petrilla
Petrilla (románul: Petrila) város Hunyad megyében, Erdélyben, Romániában.

## Nevének eredete
Neve a „köves út” jelentésű román petrilă szóból való, vagy más magyarázat szerint személynévi eredetű. Először 1493-ban Peterella, 1733-ban Dzij Petrila néven említették.

## Földrajz

### Fekvése, domborzat
Petrozsénytől északkeletre, a hegyektől elzárt Petrozsényi-medencében, a Keleti-Zsil folyó mentén fekszik.

### Éghajlat
Mikroklímáját a termikus inverzió határozza meg, vagyis a medence alján alacsonyabb hőmérsékletek fordulnak elő, mint a hegygerinceken. Az eddigi legalacsonyabb hőmérsékletet, –31 °C-ot, 1893-ban mérték. Az évi átlaghőmérséklet 6,8 °C, a hőmérő átlagosan ötven nap mutat 25, de csak négy-öt napon 30 °C fölötti értéket. Nagyon sok a szélcsöndes nap:  átlagosan 57 nap, és gyakori a köd: 91 nap évente.

## Története
A középkor végén a malomvízi Kendefiek legelője terült el a helyén. Az újkorban szórt település román lakossággal. 1733-ban görögkatolikus egyháza 48 családból állt, és ortodox pap is élt benne. 1750-ben háromszáz lakója volt, 1762-ben 194 ortodox vallású család lakta. Lakói 1785-ben évi három aranyat fizettek a Kendeffyeknek a Zsilben való halászatuk után, juh-, kecske-, disznó- és méhtizeddel, telente egy-egy kossal és egy kupa olvasztott vajjal adóztak. 1786-ban 1215 lakójának 74%-a volt jobbágy, 20%-a zsellér és öt pap. Ortodox felekezeti iskolája 1853 után jött létre.
Maderspach Károly 1840-ben kezdett foglalkozni a környék szénvagyonának feltárásával. 1853-ban a vidék kőbányáiban jó minőségű kőszenet találtak, de akkor a hely eldugott fekvése és a közlekedés nehézsége miatt nem látszott jövedelmezőnek a kitermelése. Egy, a Haber-bankház és arisztokraták által alapított konzorcium ugyan már 1858-ban koncessziót nyert a szénmező egy részére, de a bányászat csak a magyar állam vállalkozásaként, az 1860-as évek végén indult meg. Péch Antal és Lónyay Menyhért szorgalmazására Hofmann Károlyt bízták meg a szénmedence vizsgálatával. 1868-ban megkezdték a kisajátításokat, 1869-re 4370 méter hosszú vasút kötötte össze Zsiecet Petrozsénnyal, és 1872-ig az utat is kiépítették Csimpáig. A bányafát a birtokos Maderspach Viktor cége bocsátotta rendelkezésre. 1869-ben a Nagyágról érkezett Strausz Sándor és Barcsay Árpád elkezdték a munkástelep kiépítését, amely a mai N. Bălcescu utca és a Carpați negyed között terült el. 1874-ig 159 ház épült fel 496 lakással, továbbá hivatalnoklakások és egy kórház.
A Deák Ferencről elnevezett Deák-bányát 1869. december 12-én nyitották meg. A beruházás összköltsége 218 995 forint volt, és a bánya első évében 64 munkás 853 t kőszenet termelt ki. A bányától nyugatra, a mai Petrozsény területén nemsokára megnyitották a Ferro-bányát, amelyet később összekötöttek a Deák-bányával. Feljebb a Zsil mentén 1872-ben helyezték üzembe a Lónyay Menyhértről elnevezett Lónyay-bányát (ma Lonea I), amely mellett kiépült a Lónyaytelep.
1872. december 12-én metángázrobbanás történt a Deák-bányában, amelyben tizenhét bányász vesztette életét, elpusztult az aknatorony és a gépház, a szétterjedő tűz pedig lehetetlenné tette a bányászat folytatását. Egy ideig csak külszíni fejtés folyt. A vezetés a javítás magas költségei, az 1873-as gazdasági válság és a Piskitelep–Petrozsény-vasút építésének elhúzódása miatt egyre súlyosabb gondokkal küzdött. Az állam megbízásából 1879-ben Zsigmondy Béla kezdett újabb próbafúrásokat, majd a Brassói Bánya- és Kohótársulat (Kronstadter Bergbau und Huttenaktienverein) még ugyanazon évben tizenhét évre bérbe vette az összes állami bányát a Zsil-völgyben. A társaság kijavította a Deák-bányát, új aknát fúrtak és új műhelyeket létesítettek. 1895-re a Deák-bánya majd százezer tonna kőszenet termelt.

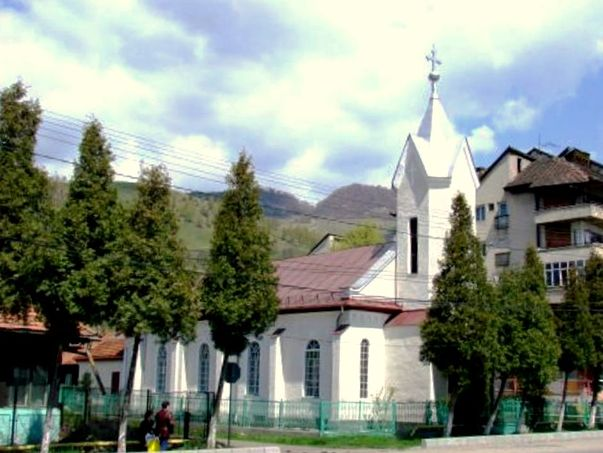
A petrillai római katolikus templom

A Deák-bánya működtetését 1894-ben a Salgótarján–Rimamurányi Rt. vette át. A bánya vízellátása céljából a Zsil felduzzasztásával víztározót létesítettek. A számtalan egyéb technológiai fejlesztés mellett üzembe helyeztek egy 70 m³/óra kapacitású szénválogatót és 1900-ban egy 33 m³/óra kapacitású hidraulikus törmelékelőt. 1901-ben a Deák-bánya 520 munkást foglalkoztatott és 170 ezer tonna kőszenet termelt ki. 1913-ban a bánya aknáját 143 méteresről 207 méteresre mélyítették. Közben 1900-ban új munkástelep építését kezdték meg. 1912-ben megszervezték a lónyaytelepi, 1922-ben a petrillai római katolikus plébániát. A lónyaytelepi református egyházközség 1917-ben alakult.
A bányák megszenvedték az első világháborút; az 1913-as 157 ezer tonnás kitermelés 1919-re 63 ezer tonnára esett vissza. A Zsil-völgy Romániához csatolása és hosszas tárgyalások után Chorin Ferenc 1920. június 17-én, a Rimamurány–Salgótarján Vasmű képviseletében megállapodást kötött a román állammal, és a két fél közösen létrehozta a bukaresti székhelyű Petrozsény Rt.-t. A két világháború között számos fejlesztést hajtottak végre. 1926-ra egy új aknát fúrtak, két új törmelékelőt és egyéb új létesítményeket helyeztek üzembe. A petrillai (volt Deák-) bányát és a petrozsényi vasútállomást ipari vasúttal kötötték össze, amelyhez egy 214 méteres alagutat fúrtak. A legjelentősebb beruházás a petrillai szénelőkészítő üzem létrehozása volt. Ennek szénmosóját a liège-i Rheo cég tervezte és a szénválogatóval együtt a Škoda Művek építette fel 1929 és 1931 között. 1932-ben az előkészítő részeként félkokszolót (kátrányégetőt), 1933-ban Fohr–Kleinschmitt-rendszerű brikettgyárat helyeztek üzembe. Az előkészítőt hat kilométeres kötélpálya kötötte össze Aninószával és egy 484 méteres a petrozsény-prágatelepi bányával.
A második világháború idején a petrillai bánya főként a német és a román állam számára termelt, és a román állam újabb beruházásokat hajtott végre. 1939-ben a petrillai bányához csatolták a prágatelepi (Petrozsény-Kelet) bányát, és átadták a petrillai bányafaüzemet. A világháború alatt üzembe helyezték többek között az automatikus csillevasutat és az új szellőztetőközpontot. A második bécsi döntés és az Antonescu-rezsim kisebbségellenes intézkedései nyomán azonban a magyar bányászok tömegesen hagyták ott a Zsil völgyét, és költöztek Észak-Erdélybe vagy vállaltak munkát magyarországi bányákban. Helyüket előbb a Brád környéki bányákból idevezényelt bányászokkal igyekeztek pótolni, valamint besszarábiai és bukovinai menekültek is érkeztek. 1941 februárjában bevezették a szükségállapotot, ezzel a bányák gyakorlatilag hadiüzemmé váltak. A bányászok megfélemlítésére határvadász- és csendőralakulatokat helyeztek ide. A meghosszabbított munkaidő, a vasárnapi műszak, az élelmiszer-, gyógyszer- és ruhahiány miatt a bányászok 1941. április 15-én mégis sztrájkba léptek. A bányában sztrájkoló és magukat elbarikádozó munkások ellenállását végül kíméletlen módszerrel, a szellőztetőrendszer kikapcsolásával törték le. A hadbíróság 37 bányászt ítélt el, de az eseményeket újabb szervezkedések és letartóztatások követték. Miután a bányák nem tudták teljesíteni a német és román állami megrendeléseket, német közreműködéssel szovjet hadifoglyokat hoztak a Zsil-völgybe. Petrillai táborukat a sporttelepen alakították ki, és egészen 1945-ig dolgoztatták őket a bányákban.
A szovjetek 1945. február–márciusban 120, főleg német bányamunkást deportáltak Petrilláról a Szovjetunióba. 1942 és 1947 között felépült Puskintelep, 1947 és 1949 között a Prundului-telep. 1948-ban átadták az Ana Paukerről elnevezett új aknát. 1949-ben üzembe helyezték az 1928-ban, illetve 1930-ban bezárt lónyaytelepi I. és II. bányát. A bányafa helyett 1950-ben bevezették a beton használatát. A bányákat 1949-ben egy szovjet–román közös állami vállalat, majd 1953-ban a román állam vette át. Petrillát 1956-ban várossá nyilvánították.
A bányákban 1949 és 1989 között a sorkatonai szolgálatukat végző kiskatonákat is dolgoztattak. A kitermelés 1943-ban 764 300 t, csúcsévében, 1984-ben 1 255 240 t, 1998-ban 504 000 t kőszenet tett ki. Az 1960-as években 1675 új lakást építettek négy- és tízemeletes épületekben (November 7. és Május 8. telep). Új bányákat is megnyitottak: a 2. számú keleti akna 1970 és 1975, a lónyaytelepi Pilier bánya 1986 és 1997 között volt üzemben. 1980-tól lerombolták az eredeti deákbányai kolóniát, hogy helyén felépítsék az új Minei negyedet.
A vállalat a kiskatonák munkaerejének kiesésére 1990-ben kampányszerű munkaerőfelvétellel felelt, de nemsokára megkezdődtek a leépítések és bányabezárások. A petrillai bányászok nagy része részt vett az úgynevezett bányászjárásokban, sőt itt dolgozott maga a mozgalom vezetője, Miron Cozma is. 2002-ben még 2202 bányász állt alkalmazásban. A petrillai bánya két egymást követő robbanásában 2008 novemberében tizenhárom bányász halt meg.

## Népesség

### A népességszám változása
| 1850 | 1857 | 1869 | 1880 | 1890 | 1900 | 1910 | 1920   | 1930   | 1956   | 1966   | 1977   | 1992   | 2002   |
| 2016 | 2309 | 2487 | 3226 | 3471 | 4497 | 9271 | 10 639 | 10 496 | 19 955 | 18 346 | 23 557 | 27 610 | 24 023 |

### Etnikai és felekezeti megoszlás
- 1850-ben 2075 ortodox vallású lakosából 2016 volt román és 59 cigány nemzetiségű.
- 1910-ben 9271 lakosából 4381 volt román, 3261 magyar, 921 német, 483 szlovák és 177 főként szlovén, cseh és lengyel anyanyelvű; 3962 ortodox, 2890 római katolikus, 702 református, 657 görögkatolikus, 540 zsidó, 385 evangélikus és 135 unitárius vallású.
- 2002-ben 24 023 lakosából 21 890 (91%) volt román és 1876 (8%) magyar nemzetiségű; 19 115 ortodox, 1791 római katolikus, 1455 pünkösdista és 791 református vallású.

## Gazdasága
Jelentősebb ágazatok: bányászat, faipar. A petrillai kőszén gyengébb minőségű, mint a Nyugati-Zsil medencéjében bányászható. Széntartalma átlagosan 74,5–75,5%, illóanyagtartalma 45–48%, kéntartalma 1–4,5%, fűtőértéke 770–7600 kcal/kg.

## Látnivalók
- A Taia-patak szurdoka a várostól északra, két hektárnyi területen.
- A Roșia-patak szurdoka a várostól északnyugatra.

## Híres emberek
- Itt született 1911-ben Tasnády Fekete Mária színésznő, szépségkirálynő.
- Itt született 1918-ban Doór Ferenc festő-grafikus.
- Itt született 1919-ben Ion Dezideriu Sîrbu író.
- Itt született 1920-ban Szécsey György orvos, enzimológus.
- Itt született 1926-ban Albert László festőművész.
- Itt született 1930-ban Bács Lajos karmester.
- Itt született 1950-ben Josef Kappl zeneszerző, énekes, a román Phoenix könnyűzenei együttes tagja.
- Lónyaytelepen élt Miron Cozma, a romániai bányászjárások vezetője.

## Testvértelepülések
- Szentgotthárd, Magyarország